# Waitaki Hydro Scheme
Das Waitaki Hydro Scheme ist ein Wasserkraftprojekt in der Region Canterbury der Südinsel von Neuseeland. Es besteht aus sieben miteinander verbundenen Stauseen, vier Kanälen und acht Wasserkraftwerken, die alle zur Stromerzeugung genutzt werden.

## Geographie
Das Waitaki Hydro Scheme deckt von Nord nach Süd und von West nach Ost gelistet die Stauseen Lake Tekapo, Lake Pukaki, Lake Ōhau, Lake Ruataniwha, Lake Benmore, Lake Aviemore und Lake Waitaki mit den Laufwasserkraftwerken Tekapo A, Tekapo B, Ohau A, Ohau B, Ohau C, Kraftwerk Benmore, Kraftwerk Aviemore, und Kraftwerk Waitaki. Das Wassereinzugsgebiet des Waitaki Hydro Scheme umfasst eine Fläche von knapp 97 km2 und erstreckt sich über die Distrikte Mackenzie, Waimate und Waitaki.

## Geschichte
Im Jahr 1904 erkannte P. S. Hay, der in der Abteilung für öffentliche Arbeiten der neuseeländischen Regierung beschäftigt war, das Potenzial des Waitaki River für die Stromerzeugung durch Wasserkraft. Doch erst in den 1920er Jahren war es möglich, ein solch großes Projekt zu beginnen. Zu jener Zeit konnte das Kraftwerk am Lake Coleridge den Strombedarf der Südinsel nicht mehr decken und eine Erweiterung der Stromerzeugung auf der Südinsel wurde notwendig.
Die eigentlichen Arbeiten an dem ersten Staudammprojekt des Waitaki River begannen in der Mitte des Jahres 1928. Zu dieser Zeit wurde der Begriff Waitaki Hydro Scheme noch nicht genutzt. Die Arbeiten am Damm des zukünftigen Lake Waitaki waren auch als Arbeitsbeschaffungsmaßnahme gedacht, denn die Arbeitslosenquote war zur Zeit der Wirtschaftskrise war hoch und das Staudammprojekt konnte zu Spitzenzeiten bis zu 1200 Arbeitern über eine längere Zeit Arbeit verschaffen. Doch die Arbeits- und Lebensbedingungen waren hart, vor allem im Winter, denn der Staudamm wurde weniger durch Baumaschinen errichtet, sondern mit Picke, Schaufel, Schubkarren und Körperkraft der vielen Arbeiter. Entsprechend hoch war die Unfallrate.
Dem Staudamm folgten weitere, wie der des Lake Tekapo, in den Jahren 1938 bis 1951 errichtet, der des Lake Pukaki und des Lake Ōhau, in den 1940er Jahren gebaut und die Staudämme des Lake Benmore und des Lake Aviemore, mit denen 1958 und 1962 begonnen und 1965 und 1968 mit ihren Kraftwerken in Betrieb genommen wurden sowie als letztes der Lake Ruataniwha, der zwischen den Jahren 1978 and 1981 fertig gestellt wurde.

### Kurow
Als der Staudamm und das Kraftwerk des Lake Waitaki errichtet wurde, kamen die Bauarbeiter in dem 8 km flussabwärts liegenden Ort Kurow unter. Dort überzeugte in den 1930er Jahren der Mediziner D. G. McMillan die Arbeiter davon wöchentlich einen kleinen Betrag in einen Fonds einzuzahlen und dafür kostenlose Medizinische Versorgung zu erhalten. Das System fand bei dem Regierungsmitglied der damaligen Labour-Regierung Arnold Nordmeyer anklang und wurde 1939 für das gesamte Land übernommen.

### Otematata
Für die Bauarbeiter, die für den Bau der Staudämme der Seen Lake Benmore und Lake Aviemore benötigt wurden, wurde in den späten 1950er Jahre der Ort Otematata gegründet und Häuser für die Beschäftigten und ihren Familien errichtet. Auf dem Höhepunkt der Bautätigkeiten im Jahr 1963, hatte Otematata rund 4000 Einwohner, doch das Ministry of Works verlegte die Unterkünfte der Beschäftigten in den späten 1960er Jahre weiter nach Nordwesten in den Ort Twizel. Viele der in Otematata verbliebenen Häuser wurden als Ferienhäuser verkauft und dienen heute dem Tourismus.

### Twizel

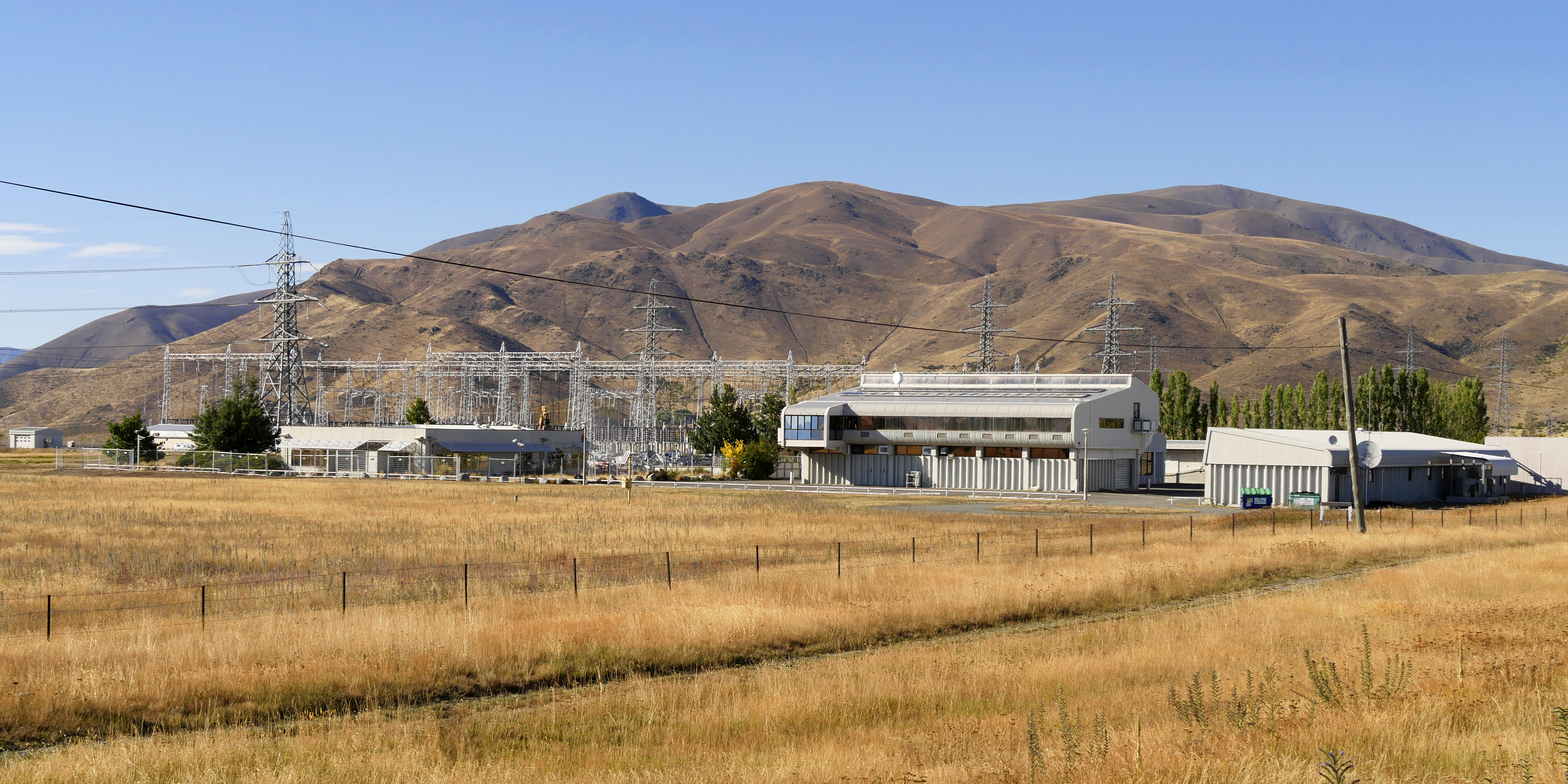
Twizel Office, Überwachungs- und Steuerungszentrum

Der Ort Twizel wurde im Jahr 1966 gegründet und diente als Unterkunftsort für die vielen Bauarbeiter, die für die Baumaßnahmen des Upper Waitaki Hydro Scheme benötigt wurden. Elf Jahre später verzeichnete der Ort rund 6000 Einwohner mit rund 1000 Schülern in der Primary School des Ortes, Zahlen, die der Ort nie wieder erreichen sollte. Nachdem die Baumaßnahmen in der Mitte der 1980er Jahre zum Abschluss kamen, verringerte sich die Einwohnerzahl auf um die 1300 Einwohner.

## Überwachung und Steuerung
Alle acht Kraftwerk des Waitaki Hydro Scheme werden von einem Steuerungszentrum, das sich 2,3 km südlich des Ortszentrums von Twizel befindet und Twizel Office genannt wird, überwacht und gesteuert.